# 遇昌
遇昌（？—？），清朝官員，滿洲鑲白旗前造和英瀆造佟慶佐領人，以生員考取戶部貼寫筆帖式。
遇昌於乾隆六十年（1794年）任臺灣府知府。嘉慶三年（1798年）任按察使銜分巡台灣兵備道。